# Fabio Alverà
Fabio Alverà (* 1. Juni 1959 in Cortina d’Ampezzo) ist ein italienischer Curler.
Alverà nahm in den Jahren 1985 bis 1989, 1992, 1996, 1999, 2000 und 2003 bis 2005 an der Curling-Europameisterschaft teil, konnte aber keine Medaille gewinnen. Das beste Ergebnis war der vierte Platz 1986.
An den Curling-Weltmeisterschaften von 1986, 1989, 1990 und 2005 nahm Alvera teil. Das beste Ergebnis war der siebte Platz 1989. 2006 nahm Alverà als Third an den Olympischen Winterspielen 2006 in Turin teil. Die Mannschaft belegte den siebten Platz.
In den Jahren 2007 und 2008 spielte Alverà die Curling-Mixed-Europameisterschaft als Second. Beide Male landete die Mannschaft auf dem neunten Platz.